# Adolf Wagner (Maler, 1844)

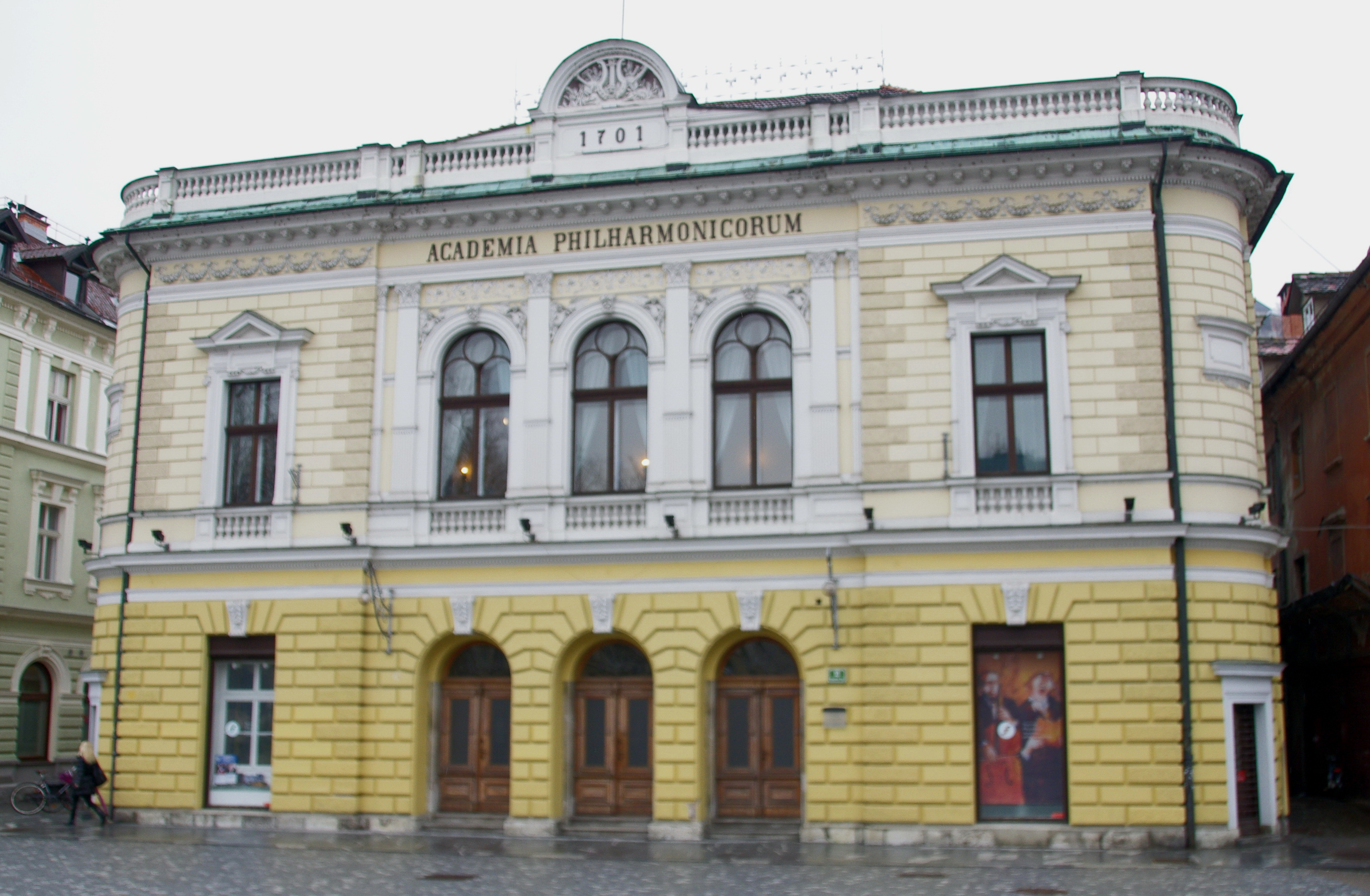
Halle der Philharmonie in Ljubljana nach Entwurf von Adolf Wagner

Adolf Wagner (* 8. Oktober 1844 in Wildon; † 25. Mai 1918 in Graz)  war ein österreichischer Architekt und Maler.

## Leben und Werk
Wagner entstammte einer Juristenfamilie. Bei seinem Großvater Kaspar Wagner, der auch Rechtsanwalt war, ging der Komponist Franz Schubert ein und aus.
Wagner absolviere die Realschule in Graz, wo sein Zeichenlehrer Johann Nepomuk Passini (1798–1874) war. Dann studierte er 1861–67 in Wien am polytechnischen Institut u. a. bei Heinrich von Ferstel, 1868–70 Architektur an der Akademie der bildenden Künste Wien Theophil von Hansen und Landschaftsmalerei bei Albert Zimmermann. Anschließend ging er auf eine Italienreise zur Weiterbildung.
Er wirkte 1871/71 beim Neubau des Wiener Südbahnhofs als Architekt mit. Im Jahr 1873 war er in der Bauabteilung der Baden-Vöslauer Baubank tätig. Im selben Jahr erfolgte seine Berufung zum Vorstand des städtischen Bauamts nach Laibach. Diese Funktion legte er 1883 nieder. Angeblich sei der zunehmende slowenischen Nationalismus der Grund für seinen Schritt gewesen. Wirkungsstätten des Architekten Wagner waren u. a. Baden bei Wien und Laibach und schließlich Graz, wo er als städtischer Baudirektor den Bau des Bades Kolesia, das Zentralschlachthaus und die Herz-Jesu-Kirche schuf (1879 bis 1883). Zu seinen damaligen Arbeiten zählten etwa die Pläne für eine Volksschule, die 1878 auf der Pariser Weltausstellung mit einer Bronzemedaille ausgezeichnet wurde, die Badeanstalt Kolesia, der Zentralschlachthof in 1881, die Herz-Jesu-Kirche, 1882, die Philharmonische Gesellschaft, (heute Slowenische Philharmonie), 1891. Diese Gebäude befinden sich allesamt in Laibach.
Er übersiedelte 1883 nach Graz, wo er 1883–1913 an der dortigen Staatsgewerbeschule Bauwissenschaft lehrte und weiterhin als Architekt wirkte. Als Direktor der Staatsgewerbeschule Graz folgte Wagner August Gunolt in das Amt. Als Architekt entwarf er mehrere Villenbauten wie z. B. Villa Körblergasse 1, 1888–89, Graz; Pfarrkirche zum Hl. Martin, 1898–1901, St. Martin bei Littai; Pfarrkirche, 1902, Tüchern bei Cilli; Entwurf für ein Künstlerhaus, 1912, Graz; mehrere Grabdenkmäler, Graz. Von einigen seiner Bauten sind nicht nur die Gebäude, sondern auch die Entwurfszeichnungen erhalten. So ist es mit einem Wohngebäude am Kongressplatz in Laibach der Fall, das 1896 entstand. Stilistisch gehört Wagner in die Stilepoche des  Historismus. Außerdem schuf Wagner kunstgewerbliche Arbeiten (Glocken, Leuchter, Öfen usw.) für die Gießerei Samassa und die keramischen Werkstätte Trelsen in Laibach. Anerkennung und Bekanntheit bekam er durch seine Zeichnungen und Aquarelle, in denen er sich meist der Architektur und Landschaft widmete und in denen er mit Rudolf von Alt verglichen wurde. Seine Motive fand er in der Steiermark und in Krain, auf Reisen nach Dalmatien und Italien.
Etliche seiner Studien wurden im sogenannten Kronprinzenwerk („Die österreichisch-ungarische Monarchie in Wort und Bild“, Bd. Kärnten und Krain, 1891) veröffentlicht. Wagner war 1899 Gründungsmitglied, 1910–13 Vorstand der Vereinigung bildender Künstler Steiermark, dann deren Ehrenmitglied, und zeigte seine Aquarelle auf deren Jahresausstellung 1918 und widmete ihm dieser, die sich nun Genossenschaft bildender Künstler Steiermark nannte, eine Gedenkausstellung. Ab 1910 fungierte er als Korrespondent der Zentralkommission für Denkmalpflege; 1913 wurde er Regierungsrat. Wagner's Aquarelle befinden sich meist in Privatbesitz. Einige sind Eigentum des Neuen Landesmuseum Joanneum Graz und der Neuen Galerie Graz. Wagner veröffentlichte  1888 ein Buch zur architektonischen Formenlehre.

## Werke
- Adolf Wagner: Architektonische Formenlehre, Wien 1888.